# 오수로
오수로(Osu-ro)는 전북특별자치도 임실군 오수면 에서 오수면 국평삼거리를 잇는 도로이다

## 주요 경유지
전북특별자치도
- 임실군 (오수면)

## 노선
| 이름       | 접속 노선              | 소재지 | 소재지 | 비고 |
| ---------- | ---------------------- | ------ | ------ | ---- |
| (이름없음) | 국도 제17호선 (춘향로) | 임실군 | 오수면 |      |
| 금암교     |                        | 임실군 | 오수면 |      |
| 오수사거리 | 국도 제13호선 (충효로) | 임실군 | 오수면 |      |
| 오수교     |                        | 임실군 | 오수면 |      |
| 국평교     |                        | 임실군 | 오수면 |      |
| 국평삼거리 | 충효로                 | 임실군 | 오수면 |      |

## 주요 시설및 건물
- HD현대오일뱅크 금암주유소 (오수로 112/금암리 404-2)
- CU 오수행복점 (오수로 132/오수리 340-2)
- 새마을금고 임실새마을금고 오수지점 (오수로 152/오수리 348-24)
- BHC치킨 임실오수점 (오수로 160/오수리 367-4)
- GS25 오수중앙점 (오수로 163/오수리 362-4)
- 오수공용버스정류장 (오수로 173/오수리 362-1)
- 농협 오수관촌농협주유소 (오수로 200/오수리 539-5)
- SK에너지 삼각지주유소 (오수로 460/대명리 881-1)